# Trachemys adiutrix
Espèce
Statut de conservation UICN

 EN B1+2c : En danger
Trachemys adiutrix est une espèce de tortue de la famille des Emydidae.

## Répartition

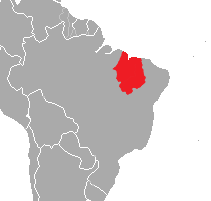
Répartition de l'espèce.

Cette espèce est endémique du Brésil. Elle se rencontre au Maranhão et au Piauí.

## Description
La carapace des mâles mesure de 99,1 à 185,5 mm et celle des femelles de 101,0 à 250,6 mm.

## Publication originale
- Vanzolini, 1995 : A new species of turtle, genus Trachemys, from the state of Maranhao, Brazil (Testudines, Emydidae). Revista Brasileira de Biologia, vol. 55, no 1, p. 111-125.